# Hedy d’Ancona
Hedwig (Hedy) d’Ancona (ur. 1 października 1937 w Hadze) – holenderska polityk, socjolog i działaczka feministyczna, parlamentarzystka krajowa, deputowana do Parlamentu Europejskiego II, III i IV kadencji, od 1989 do 1994 minister zdrowia, opieki społecznej i sportu.

## Życiorys
Ukończyła geografię i socjologię na Uniwersytecie Amsterdamskim. W latach 1962–1965 pracowała jako producentka telewizyjna w stowarzyszeniu wydawniczym VARA, następnie do 1975 była nauczycielem akademickim na macierzystej uczelni. Od lat 60. działaczka feministyczna, współtworzyła organizację społeczną Man Vrouw Maatschappij i czasopismo „Opzij”, reprezentujące nurt radykalnego feminizmu.
Została politykiem Partii Pracy. W 1968 krótko zasiadała w Tweede Kamer jako zastępca poselski. W latach 1974–1981 oraz 1982–1983 była członkinią Eerste Kamer, wyższej izby Stanów Generalnych. W międzyczasie, od 1975 do 1981, kierowała instytucją Cebeon, zajmującą się doradztwem politycznym. W latach 1981–1982 w rządzie Driesa van Agta zajmowała stanowisko sekretarza stanu w ministerstwie spraw społecznych i zatrudnienia.
W 1984 i 1989 uzyskiwała mandat posłanki do Parlamentu Europejskiego, pełniła funkcję przewodniczącej Komisji ds. Praw Kobiet, a następnie Komisji ds. Socjalnych, Zatrudnienia i Środowiska Pracy. Z PE odeszła kilka miesięcy po rozpoczęciu III kadencji w związku z objęciem w listopadzie 1989 stanowiska ministra zdrowia, opieki społecznej i sportu w gabinecie Ruuda Lubbersa. Urząd ten sprawowała do lipca 1994. Przez kolejne pięć lat ponownie wykonywała mandat eurodeputowanej, m.in. przez pół kadencji kierując Komisją ds. Swobód Obywatelskich i Spraw Wewnętrznych.
Obejmowała również szereg funkcji społecznych. Kierowała holenderską organizacją Oxfam Novib (1995–2004), była również wiceprzewodniczącą międzynarodowej organizacji Oxfam. W 2024 dzięki głosom preferencyjnym została wybrana do Europarlamentu X kadencji, jednak odmówiła objęcia mandatu.
Odznaczona Kawalerią Orderu Lwa Niderlandzkiego (1994) i Kawalerią Legii Honorowej (2001).